# Україна на Дитячому пісенному конкурсі Євробачення 2022
Україна брала участь у Дитячому пісенному конкурсі Євробачення-2022 у Вірменії, який відбувся 11 грудня 2022 року в Єревані. Українського учасника обрали через національний фінал, організований українським мовником «Суспільне».

## Передумови
До конкурсу 2021 року Україна брала участь у Дитячому Євробаченні п'ятнадцять разів з моменту його дебюту у 2006 році. Україна ніколи не пропускала жодного конкурсу з моменту свого дебюту і виграла конкурс один раз у 2012 році з піснею «Nebo» у виконанні Анастасії Петрик. Столиця України Київ приймала змагання двічі: у Палаці спорту у 2009 році та у Палаці «Україна» у 2013 році. На конкурсі 2021 року Олена Усенко представляла країну в Парижі, Франція з піснею «Важиль», посівши 6 місце з 19 заявок зі 125 балами.

## Перед Дитячим Євробаченням-2022

### Національний відбір
1 серпня 2022 року український мовник «Суспільне» оголосив, що братиме участь у конкурсі 2022 року та обиратиме свого представника через національний відбір. Мовник розпочав процес відбору 3 серпня 2022 року, приймаючи заявки лише з оригінальними піснями до 23 серпня 2022 року. Серед заявок, які відповідають правилам національного відбору, буде обрано до десяти фіналістів. Через обставини російського вторгнення в Україну фінал має відбутися онлайн. Усі учасники повинні надіслати живе виконання пісні, записане на ноутбук чи телефон, без будь-яких змін у записі. У відборі братимуть участь не більше 10 учасників.

#### Відбір суддів
Членів журі обирали глядачі з-поміж запропонованих кандидатів упродовж тижня шляхом голосування. Таке голосування відбулося вперше в історії проведення національного відбору на дитяче «Євробачення». Найбільшу підтримку отримали співачка й авторка пісень, лауреатка багатьох премій Христина Соловій; співзасновниця дитячої фольклорної студії «Правиця», викладачка сучасного вокалу з 15-річним досвідом Мирослава Салій та заслужена артистка України, телеведуча, художниця, засновниця мистецької агенції «Територія А» Анжеліка Рудницька. Христина Соловій буде головою журі, оскільки набрала найбільшу кількість глядацьких голосів за результатами онлайн-голосування.
| Кандидат            | Глядачі | Місце |
| ------------------- | ------- | ----- |
| Христина Соловій    | 26 %    | 1     |
| Мирослава Салій     | 19 %    | 2     |
| Анжеліка Рудницька  | 15 %    | 3     |
| Дарина Красновецька | 10 %    | 4     |
| Krutь               | 10 %    | 5     |
| Vlad Darwin         | 6 %     | 6     |
| Тоня Матвієнко      | 6 %     | 7     |
| Михайло Клименко    | 4 %     | 8     |
| Софія Іванько       | 3 %     | 9     |
| Сергій Кейн         | 1 %     | 10    |

#### Фінал
Фінал відбувся 18 вересня 2022 року. Онлайн-голосування за переможця нацвідбору на Дитяче Євробачення-2022 стартує 16 вересня. Традиційно переможця фіналу нацвідбору на Дитяче Євробачення визначатимуть голосування суддів (50 %) та глядачів (50 %). Цього року телеглядачів чекає нововведення — онлайн-голосування, яке проходитиме у два етапи, відповідно до практики міжнародного Дитячого Євробачення. Перший етап голосування стартує за два дні до фіналу та триватиме до 15:00 18 вересня. Другий етап онлайн-голосування відбудеться під час прямого ефіру фіналу нацвідбору на Дитяче Євробачення 18 вересня та відкривається на 15 хвилин після завершення виконання пісень фіналістами.
| №  | Виконавець                    | Пісня               | Судді | Глядачі | Підсумок | Місце |
| -- | ----------------------------- | ------------------- | ----- | ------- | -------- | ----- |
| 01 | DJ Polinka та Софія Артеменко | «Замовляння»        | 4     | 5       | 9        | 2     |
| 02 | Злата Дзюнька                 | «Незламна»          | 5     | 4       | 9        | 1     |
| 03 | Єлизавета Петрук              | «Пісня про Лелечат» | 1     | 2       | 3        | 4     |
| 04 | Дар'я Реброва                 | «Папороті квітка»   | 3     | 3       | 6        | 3     |
| 05 | Діана Стасюк                  | «We are the Future» | 2     | 1       | 3        | 4     |